# Minions
Minions is een Amerikaanse 3D-computeranimatiefilm uit 2015 en is een spin-off/prequel van de films Despicable Me, Despicable Me 2, Despicable Me 3 en Despicable Me 4 waarin de Minions (gele wezens met blauwe broek en een rare taal, handlangers van Gru) hun eigen avonturen beleven. De film werd geproduceerd door Illumination Entertainment en gedistribueerd door Universal Pictures onder regie van Kyle Balda en Pierre Coffin. Een stukje van de film was al te zien op de aftiteling van Despicable Me 2, waarin drie Minions auditie doen voor de film. Sandra Bullock sprak de stem in van Scarlett Overkill, de schurk van de film en Jon Hamm de stem van Herb Overkill, haar man en de uitvinder. De filmmuziek werd net als bij de vorige films gecomponeerd door Heitor Pereira. De film wordt opgevolgd door Minions: The Rise of Gru.

## Plot
De Minions zijn een ras van gele, humanoïde wezens, die al sinds het begin der tijden bestaan en maar voor één doel leven: kwaadaardige meesters dienen. In de loop der eeuwen werken ze onder andere voor een Tyrannosaurus rex, een Neanderthaler, een Egyptische farao, een middeleeuwse koning, een piraat, Dzjengis Khan, Napoleon Bonaparte en graaf Dracula, maar door hun onhandigheid zijn ze er steeds de oorzaak van dat hun meester aan zijn einde komt. Uiteindelijk besluiten ze zich terug te trekken op Antarctica, maar het gemis van een meester drijft hen tot een zware depressie. In 1968 besluit de minion Kevin dat het tijd is om een nieuwe start te maken. Samen met de rebelse tiener-Minion Stuart en de jonge minion Bob trekt hij de wereld in om een nieuwe meester voor zijn volk te zoeken.
Na een lange reis arriveert het drietal in New York, waar ze horen dat er een bijeenkomst voor superschurken gaande is in Orlando, Florida. Ze liften daarheen. Eenmaal op de bijeenkomst ontmoeten ze Scarlet Overkill, de eerste vrouwelijke superschurk ter wereld, die op zoek is naar nieuwe handlangers. Dankzij Bob slagen de minions als enige voor haar test en krijgen de baan. Ze neemt de drie mee naar haar huis in Londen, alwaar ze hen de opdracht geeft om de Kroon van Sint-Eduard voor haar te stelen. Als ze falen zal ze hen echter executeren. Met behulp van wapens ontworpen door Scarlets echtgenoot Herb breken de Minions in bij de Tower of London, maar ontdekken daar dat de kroon reeds aan koningin Elizabeth II is gegeven. 
Het drietal spoort de koningin op en steelt de kroon van haar. Wanneer ze vervolgens moeten vluchten voor de politie, komen ze langs een steen met daarin Excalibur, het zwaard van Koning Arthur. Bob trekt het zwaard uit de steen om zichzelf te verdedigen, en wordt prompt tot koning van het Verenigd Koninkrijk gekroond. Na zijn kroning doet hij echter troonsafstand ten gunste van Scarlet in de hoop haar tevreden te stellen. Scarlet verraadt de Minions echter en laat ze opsluiten in de kerker van het paleis, alwaar Herb ze moet martelen. Geen van de middeleeuwse martelinstrumenten werkt echter door de ongebruikelijke lichaamsbouw en eigenschappen van de Minions. Herb geeft het uiteindelijk maar op en gaat Scarlets kroning bijwonen. 
De minions, die toch nog graag voor Scarlet willen werken, ontsnappen uit de kerker via het riool en gaan naar Westminster Abbey in een poging zich met haar te verzoenen. In plaats daarvan verstoren ze onbedoeld haar kroning. Kwaad geeft Scarlet de superschurken die haar kroning bij waren komen wonen opdracht om de minions te vermoorden. Stuart en Bob worden gevangen, maar Kevin kan ontkomen en verstopt zich in een bar, waar Elizabeth nu ook werkt. Van daaruit begeeft hij zich naar Herbs laboratorium en gebruikt een machine om zichzelf in een reus te veranderen. 
Ondertussen, op Antarctica, hebben de andere Minions een Yeti als hun nieuwe meester gekozen, maar ook dit keer doden ze hem per ongeluk.  Woedend jagen de andere Yeti’s de Minions het continent af, waarna ze via Australië ook in Engeland belanden, net op het moment dat de reusachtige Kevin Stuart en Bob bevrijdt. Het minionleger verslaat Scarlet. Kevin krimpt weer tot zijn normale formaat. Met Scarlet uit de weg kan Elizabeth toch tot koningin gekroond worden. Kevin wordt voor zijn diensten geridderd. Scarlet duikt onverwacht weer op en doet nog één laatste poging de kroon te stelen, maar wordt verslagen door een jonge Gru. Gru steelt de kroon nadien voor zichzelf. De minions zijn onder de indruk en besluiten Gru te volgen. Zodoende worden ze zijn handlangers.

## Stemverdeling
| Personage                        | Engelse stem      | Nederlandse stem      | Vlaamse stem   |
| -------------------------------- | ----------------- | --------------------- | -------------- |
| Scarlet Overkill                 | Sandra Bullock    | Isa Hoes              | Christel Domen |
| Herb Overkill                    | Jon Hamm          | Barry Atsma           |                |
| verteller                        | Geoffrey Rush     | Chris Zegers          |                |
| Elizabeth II                     | Jennifer Saunders | Susan Visser          |                |
| Walter Nelson                    | Michael Keaton    | Bas Keijzer           |                |
| Madge Nelson                     | Allison Janney    | Karin Bloemen         |                |
| Tina Nelson                      | Katy Mixon        | Abbey Hoes            |                |
| Walter Nelson Jr.                | Michael Beattie   | Robbert van de Corput |                |
| VNC Woordvoerder                 | Michael Beattie   | Sipke Jan Bousema     |                |
| Fabrice                          | Dave Rosenbaum    | Hans Klok             |                |
| Gru                              | Steve Carell      | Jon van Eerd          |                |
| Frankie Vissenlip                |                   | Levi van Kempen       |                |
| De Minions: Kevin, Bob en Stuart | Pierre Coffin     |                       |                |
| De Minions                       | Chris Renaud      |                       |                |

## Productie
In juli 2012 kondigden Universal Pictures en Illumination Entertainment aan dat de Minions uit de Despicable Me filmreeks een eigen film zouden krijgen, die in 2014 uit moest komen. Op 21 augustus 2012 werd de premièredatum vastgesteld op 19 december 2014. In februari 2013 tekende Sandra Bullock voor de rol van Scarlet Overkill, twee maanden later gevolgd door Jon Hamm. Op 20 september 2013 werd de premièredatum uitgesteld naar juli 2015, aangezien Universal tevreden was over het succes van Despicable Me 2, die ook in juli in première ging.

## Soundtrack
Alle muziek is geschreven door Heitor Pereira, tenzij anders vermeld.
| 1.                 | Universal Fanfare                 | Jerry Goldsmith                  | The Minions (Pierre Coffin) | 0:32 |
| 2.                 | Happy Together                    | Garry Bonner, Alan Gordon        | The Turtles                 | 2:54 |
| 3.                 | I'm a Man                         | Steve Winwood, Jimmy Miller      | The Spencer Davis Group     | 3:05 |
| 4.                 | You Really Got Me                 | Ray Davies                       | The Kinks                   | 2:14 |
| 5.                 | My Generation                     | Pete Townshend                   | The Who                     | 3:16 |
| 6.                 | Mellow Yellow                     | Donovan                          | Donovan                     | 3:41 |
| 7.                 | Revolution                        | Lennon–McCartney                 | The Minions (Pierre Coffin) | 2:22 |
| 8.                 | Minions Through Time              |                                  |                             | 4:34 |
| 9.                 | Kevin, Stuart and Bob             |                                  |                             | 2:57 |
| 10.                | Minions Run Amok                  |                                  |                             | 1:29 |
| 11.                | Tortellini                        |                                  |                             | 0:21 |
| 12.                | The VNC                           |                                  |                             | 1:11 |
| 13.                | Minions in the U.S.A.             |                                  |                             | 2:13 |
| 14.                | Orlando                           |                                  |                             | 0:46 |
| 15.                | Scarlet Overkill                  |                                  |                             | 1:07 |
| 16.                | Ruby Fight                        |                                  |                             | 2:58 |
| 17.                | Make 'Em Laugh                    | Nacio Herb Brown en Arthur Freed | The Minions (Pierre Coffin) | 0:44 |
| 18.                | Scarlet's Fortess                 |                                  |                             | 3:31 |
| 19.                | Traveling Tribe                   |                                  |                             | 0:49 |
| 20.                | Tower of London                   |                                  |                             | 1:39 |
| 21.                | Hair                              | James Rado, Gerome Ragni         | The Minions (Pierre Coffin) | 0:54 |
| 22.                | Fighting the Crown Keeper         |                                  |                             | 1:43 |
| 23.                | King Bob                          |                                  |                             | 0:57 |
| 24.                | (Theme From) The Monkees          | Tommy Boyce en Bobby Hart        | The Minions (Pierre Coffin) | 0:29 |
| 25.                | Dungeon Mayhem                    |                                  |                             | 0:35 |
| 26.                | Goodbye Fabrice                   |                                  |                             | 2:28 |
| 27.                | Minion Mission                    |                                  |                             | 4:56 |
| 28.                | Sneaking In                       |                                  |                             | 2:34 |
| 29.                | King Kong Kevin                   |                                  |                             | 3:30 |
| 30.                | Our Hero Is Back                  |                                  |                             | 1:14 |
| 31.                | Minions Victory                   |                                  |                             | 2:49 |
| 32.                | Greatest Renegade Unveiling (GRU) |                                  |                             | 2:39 |
| Totale duur: 67:11 |                                   |                                  |                             |      |

## Uitgave en ontvangst
Ter promotie van de film bracht Titan Comics een stripserie en een striproman uit over de Minions, getekend door Didier Ah-koon en Renaud Collin.
De wereldpremière van Minions was op 11 juni 2015 op het Odeon Leicester Square in Londen. Op 17 juni 2015 ging de film in première in Australië en Indonesië. Een dag later volgden Singapore en Maleisië en was de film te zien op het Festival International du Film d'Animation d'Annecy in Frankrijk. De Amerikaanse première was op 10 juli 2015. In het Verenigd Koninkrijk, Ierland en Malta ging de film in 573 bioscopen in première; een record voor een animatiefilm. 
In Brazilië, het Verenigd Koninkrijk, Indonesië en Maleisië had Minions de financieel meest succesvolle premièredag ooit voor een animatiefilm. Op Rotten Tomatoes gaf 77% van de recensenten de film een goede beoordeling.
Op 28 augustus 2015 ging de film met de opbrengst, de grens over van 1 miljard Amerikaanse dollar. Hiermee was Minions op dat moment de 23e film die zoveel opbracht wereldwijd aller tijden. Op 28 september 2015 behaalde de film ook de film top tien aller tijden wereldwijd, met een opbrengst van $ 1.135.711.566.